# Robert Whytt
Robert Whytt, född den 6 september 1714 i Edinburgh, död där den 15 april 1766, var en skotsk läkare.
Whytt blev 1746 medicine professor i Edinburgh och 1761 livmedikus hos kungen. Han är känd som en av Stahls ivrigaste anhängare samt var för övrigt duglig experimentator och god iakttagare. Hans skrifter utmärks av en klar stil och kritisk skärpa. De utgavs samlade 1768.